# Lazarus Goldschmidt
Lazarus Goldschmidt, eigentl. Elieser ben Gabriel (geboren am 17. Dezember 1871 in Plungen, Russisches Kaiserreich; gestorben am 18. April 1950 in London), war ein bedeutender Orientalist und Gelehrter des Judentums.

## Leben
Nachdem Goldschmidt die Talmudschule Jeschiwat Slobotka in Kaunas absolviert hatte, ging er 1890 nach Berlin. Dort studierte er an der Universität Orientalistik; meistenteils bei den Professoren August Dillmann und Eberhard Schrader. Später wechselte Goldschmidt mit denselben Fächern an die Universität Straßburg. Hauptfächer seines Studiums waren die äthiopische Sprache und Literatur.
Nach dem Studium ließ er sich in Berlin als Privatgelehrter nieder und beschäftigte sich intensiv mit den semitischen Sprachen und deren Literatur. In dieser Zeit entstanden seine heute noch gültigen Übersetzungen. 1916 erschien in Berlin seine Übersetzung des Korans und 1930–1936 im Jüdischen Verlag Berlin die bis heute maßgebliche deutsche Fassung des Babylonischen Talmud. Eine seiner Arbeiten veröffentlichte er unter dem Pseudonym Arselaj bar Bargelaj.
Goldschmidt war für seine wertvolle Privatbibliothek bekannt. 1949 verkaufte er seine Privatbibliothek an die Königliche Bibliothek zu Kopenhagen. Dort ist sie noch heute unter dem Namen Goldschmidt Collection zu benutzen. Er emigrierte 1933 nach London, wurde britischer Staatsbürger und starb dort im Alter von 78 Jahren am 18. April 1950.
Sein Sohn Immanuel, später Goldsmith, wurde 1921 in Berlin geboren. Er arbeitete später als Anwalt in England und Kanada.

## Übersetzungen
- Sefer Yezirah (Sefer Jesirah. Das Buch der Schöpfung). Frankfurt am Main 1894; online; ND Aurinia Verlag, Hamburg.
- Der Babylonische Talmud. Acht Bände: Leipzig 1897–1909, teilweise auch online.
- Der Babylonische Talmud. Nach der ersten zensurfreien Ausgabe unter Berücksichtigung der neueren Ausgaben und handschriftlichen Materialien neu übertragen. (In zwölf Bänden) Berlin 1929–1936; online.
- Der Koran; El-Koran.  	Brandus'sche Verlagsbuchhandlung, Berlin 1916; online; ND Komet-Verlag, 2000, ISBN 3-93336664-X; ND Wunderkammer-Verlag, Melzer 2005 ISBN 978-3-93738967-7.
- Die Tora und die Prophetischen Bücher des Alten Testamentes (Die Heiligen Bücher des Alten Bundes. 3 Bände, Berlin 1921–1925). online
- Verschiedene talmudische Studien sowie Untersuchungen zur Druckgeschichte der Hebräischen Bibel.